# Quejigares de Barriopedro y Brihuega
Los quejigares de Barriopedro y Brihuega son un espacio natural incluido en la Red Natura 2000 como Lugar de Importancia Comunitaria (LIC),. Tiene una extensión de 4.382 hectáreas en los términos de las localidades de Barriopedro y Brihuega, en Guadalajara, comunidad autónoma de Castilla-La Mancha.

## Descripción
- Código NATURA 2000:

LIC - ES4240014
- Clima - Mediterráneo continentalizado
- Extensión - 4382 ha.
- Altitud:

Mínima - 822 metros.
Media - 980 m.
Máxima - 1064 m.
- Localización: W/E (Greenwich).

Longitud - W 2º 47' 8.
Latitud - N 40º 47' 27.

## Características
Parte del valle del río Tajuña entre Valderrebollo y Brihuega, excavado en sedimentos terciarios (calizas, calcarenitas, margas y conglomerados) de reacción básica. Laderas cubiertas de quejigar y encinar. También son de gran interés los edificios tobáceos en manantiales de aguas duras (Cívica).
Los quejigares ocupan una gran extensión, con buena estructura y conservación excelente. Se trata de una representación del quejigar celtibérico-alcarreño. Estos bosques son refugio de una importante comunidad de predadores terrestres (Felis silvestris, Martes foina, Meles meles, Genetta genetta, Mustela putorius, etc.) y aéreos (Accipiter nisus, Accipiter gentilis, Circaetus gallicus, Hieraaetus pennatus, Asio otus).
La ribera del Tajuña posee una vegetación en galería bien conservada de tipo alameda, olmeda y sauceda, alternando con espinares, juncales y plantaciones productoras de chopo (Populus euramericana). A pesar de encontrarse regulado por el embalse de La Tajera, el río mantiene buenas poblaciones de nutria (Lutra lutra) y peces autóctonos (Salmo trutta, Barbus bocagei, Chodrostoma polylepis, Leuciscus cephalus y Cobitis paludica).

## Vulnerabilidad
El ecosistema fluvial ha sido alterado por la regulación del río Tajuña con la presa de La Tajera, que no dispone del caudal ecológico suficiente para mantener en niveles adecuados las poblaciones de peces. Además, en la zona hay una explotación minera a cielo abierto.